# إد دوهرتي (لاعب كرة قدم أمريكية)
إد دوهرتي (بالإنجليزية: Ed Doherty)‏ هو لاعب كرة قدم أمريكية أمريكي، ولد في 25 يوليو 1918 في Andover, Massachusetts ‏ في الولايات المتحدة، وتوفي في 2 يناير 2000 في توسان في الولايات المتحدة.